# Gare de Monestier-de-Clermont
Gare de Monestier-de-Clermont – stacja kolejowa w Monestier-de-Clermont, w departamencie Isère, w regionie Owernia-Rodan-Alpy, we Francji.
Jest zarządzana przez Société nationale des chemins de fer français (SNCF) i obsługiwana przez pociągi TER Rhône-Alpes.

## Położenie
Znajduje się na linii Lyon – Marsylia, w km 173,017, na wysokości 346 m n.p.m.

## Linie kolejowe
- Lyon – Marsylia[potrzebny przypis]